# گونول یازار
گونول یازار (انگلیسی: Gönül Yazar؛ زادهٔ ۱۲ اوت ۱۹۳۶) خواننده، و بازیگر اهل ترکیه است.